# Henri-Pierre-Abdon Castelnau

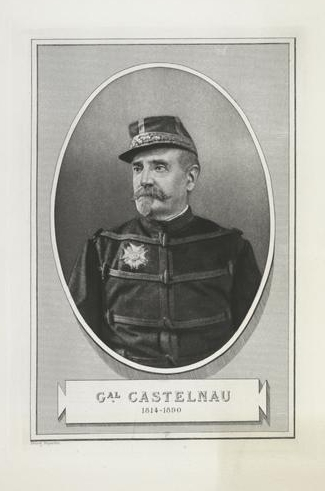
Henri-Pierre-Abdon Castelnau

Henri-Pierre-Abdon Castelnau (* 30. Juli 1814 in Prades, Département Pyrénées-Orientales; † 1890 in Paris) war ein französischer General und Generaladjutant Napoleons III.
Der General war als persönlicher Gesandter Napoleon III. von September 1866 bis März 1867 in Mexiko bei Kaiser Maximilian. Bei Sedan wurde er zusammen mit Kaiser Napoleon gefangen. Auf Bismarcks Frage bezüglich der Übergabe des kaiserlichen Degens, ob der Kaiser nur für sich oder für Frankreich kapituliere, antwortete Castelnau, dass der Kaiser nur für sich selbst kapituliere.